# Айген-им-Мюлькрайс
Айген-им-Мюлькрайс (нем. Aigen im Mühlkreis) — ярмарочная коммуна (нем. Marktgemeinde) в Австрии, в федеральной земле Верхняя Австрия.
Входит в состав округа Рорбах. Население составляет 1878 человек (на 31 декабря 2005 года). Занимает площадь 17 км². Официальный код — 41303.

## Политическая ситуация
Бургомистр коммуны — Йохан Петер (АНП) по результатам выборов 2003 года.
Совет представителей коммуны (нем. Gemeinderat) состоит из 25 мест.
- АНП занимает 18 мест.
- СДПА занимает 7 мест.